# Hit de Barranquilla
Hit de Barranquilla fue un equipo de béisbol de la Liga Colombiana de Béisbol Profesional con sede en la ciudad de Barranquilla que participó en la temporada de 1952 sustituyendo a Cerveza Águila de Barranquilla logrando ocupar el segundo lugar en su única participación en la liga.

## Única participación
Disputando un total de 43 juegos finalizó segundo en el torneo con 26 victorias y 17 derrotas a 3,5 juegos del campeón, quedándose así con el subcampeonato en su única participación en la liga.

## Jugadores destacados
- Hector Bneites jugador con más carreras anotadas en 1952 con 31.
- Dalmiro Finol jugador con más jonrones en 1952 con 5.

## Palmarés
- Subcampeón: (1) 1952